# Theobald I. Navarrský
Theobald I. Navarrský (francouzsky Thibaut Ier de Navarre, španělsky Teobaldo I de Navarra, 30. května 1201, Troyes – 8. července 1253, Pamplona) byl hrabě ze Champagne a od roku 1234 král navarrský.

## Život

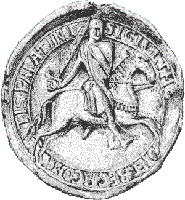
Pečeť hraběte Theobalda IV.

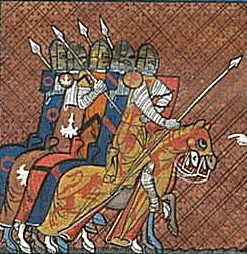
Hrabě Theobald v čele svých mužů (středověká iluminace)

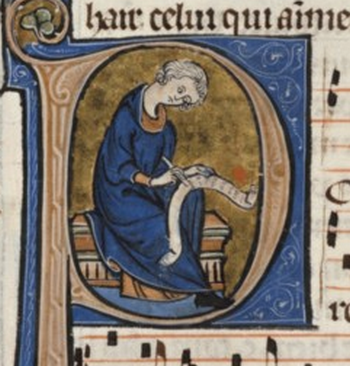
Theobald jako autor milostných básní (středověká iluminace)

Theobald IV. hrabě ze Champagne se narodil jako pohrobek, byl synem hraběte Theobalda III. a Blanky, mladší dcery navarrského krále Sancha VI. Regentkou Theobaldova budoucího panství byla až do doby synovy zletilosti matka Blanka.
V mládí se Theobald musel potýkat s velkými obtížemi. Jeho strýc, hrabě Jindřich II. odmítl zaplatit své dluhy, které měl vůči Theobaldu III., a Jindřichova dcera Filipa a její manžel, hrabě z Rameruptu Erard odmítli uznat nástupnické právo Theobalda IV. v hrabství Champagne. Konflikt s Filipou a Erardem v roce 1215 přerostl v otevřené nepřátelství, které trvalo až do roku 1222, kdy Theobald dosáhl zletilosti. Pak za značné peníze své protivníky z panství vyplatil. Později musel však zaplatit ještě více Filipině starší sestře, kyperské královně Alici. Vyplacením protivníků však neskončily Theobaldovy problémy a následujícího roku si znepřátelil francouzského krále Ludvíka VIII.
Po panovníkově smrti se Theobald přestal zúčastňovat královských vojenských tažení, čímž si narušil vztahy s Ludvíkovým nástupcem, Ludvíkem IX., a nesměl se zúčastnit korunovačního obřadu. Poté, co se regentkou Francie stala Blanka Kastilská, zanechal Theobald protikrálovské politiky (se kterou sympatizoval také kardinál Hugo Lancelot z Lusignanu a Petr, vévoda z Bretaně) a utužil vztahy s královským regentem. Na královském dvoře se zakrátko stal tak vlivným, že ostatní šlechtici proti němu začali v roce 1229 brojit. Podle současníků byl Theobald do královny vdovy zamilován.
Následujícího roku si Theobald mladého krále opět znepřátelil. Ludvík s podporou Theobaldovi nenakloněných baronů vtrhl do Champagne. Hlavním cílem královské intervence bylo zažehnání finančních potíží a donucení oblasti k větší poslušnosti vůči královské autoritě. Ve sporu se angažovala také kyperská královna Alice, která uplatnila svůj dědický nárok na hrabství Champagne. Theobald byl kvůli udržení Champagne donucen se vzdát hrabství Blois, Sancerre, Chartres a vikomství Chateaudun ve prospěch francouzské koruny a na oplátku dostal sumu potřebnou k vyplacení. Alice dostala jednorázové odstupné ve výši 40 tisíc tourských liber a roční rentu ve výši 2 tisíc.
Roku 1234 Theobald uspěl v zápase o navarrskou korunu po zemřelém strýci Sanchovi VII. Zatímco Sanchova závěť určovala za jeho nástupce Jakuba Aragonského, obyvatelé ji ignorovali a za krále zvolili Theobalda. Theobald se v době Sanchovy smrti zdržoval v Pamploně a korunu okamžitě přijal. Navarra znamenala výrazné zvýšení Theobaldových příjmů (nikoliv však prestiže) a ve zbývajících letech jeho vlády vládl mír a prosperita.

### Navarrský král
Coby navarrský král Theobald I. uzavřel spojenecké dohody s aragonskou, kastilskou a anglickou korunou. I ve Španělsku se nový král obklopil svými věrnými francouzskými šlechtici ze Champagne a Navarru rozdělil do čtyř distriktů. Začal také s kodifikací práva ve sbírce Cartulario Magno a sepsal navarrské tradice známé jako Fuero General. Aby si zajistil podporu a pozdější zisk Kastilie, zasnoubil svou dceru Blanku s korunním princem Alfonsem. O rok později byla Blanka zasnoubena s bretaňským vévodou Janem, synem Theobaldova spojence Petra z Dreux.

### Theobaldova křížová výprava
Roku 1238 se král Theobald I. vydal do Svaté země. Z vojenského hlediska tato výprava nebyla nijak významná. V Jeruzalémském království Theobald strávil mnoho času nicneděláním v Akkonu (psal básně pro svou manželku). Poté se přesunul do Askalonu, kde začal znovu vybudovat zničené opevnění. Celkem vybojoval dvě bitvy, z nichž jednu vyhrál a druhá pro něj skončila katastrofou. Theobald poté začal vyjednávat s Ajjúbovci z Damašku a mamlúky v Egyptě a podařilo se mu vyjednat odstoupení Jeruzaléma, Betléma, Nazaretu a většinu Galileje, včetně mnoha templářských hradů, například Beaufortu ve prospěch palestinských křižáků. V roce 1240 východní Středomoří opustil, ještě před příjezdem Richarda Cornwallského.

### Závěr vlády
Většinu zbytku života strávil Theobald cestováním mezi Navarrou a Champagne. Protože se dostal do sporu s pamplonským biskupem Pedrem Jiménezem de Gazólaz, byl jím roku 1250 exkomunikován. Král na tento akt odmítl reagovat, ale přesto mu papež Inocenc IV. připustil privilegia králů, to jest, že jej nikdo nemohl exkomunikovat bez souhlasu papežského stolce.
Theobald I. zemřel v roce 1253 po příjezdu do Navarry po jedné z nesčetných cest do Champagne. Byl pohřben v pamplonské katedrále, jeho náhrobek z limogského smaltu nepřežil drancování francouzských vojáků během křížové výpravy. Na navarrský trůn dosedl jeho syn Theobald II. a později Jindřich I.

## Potomci
Theobald se oženil celkem třikrát. Poprvé za matčiny pomoci v roce 1220 s Gertrudou z Dagsburgu, se kterou se o dva roky později rozvedl. V roce 1222 se jeho ženou stala Anežka z Beaujeu, po jejíž smrti v roce 1231, pojal za choť Markétu Bourbonskou.
- Blanka (1226–1283) ~ 1236 bretaňský vévoda Jan I.
- Eleonora (* 1233)
- Theobald (1238–1270), hrabě ze Champagne a navarrský král ~ 1255 Izabela Francouzská
- Beatrix (1242–1295) ~ 1258 burgundský vévoda Hugo IV.
- Jindřich (1244–1274), hrabě ze Champagne a navarrský král ~ 1269 Blanka z Artois
- Petr († 1265)
- Markéta († 1306) ~ 1255 lotrinský vévoda Fridrich III.